# Vašek Polák
Vašek Polák (angl. Vasek Polak) (11. září 1914 – 17. dubna 1997) byl česko-americký prodejce automobilů, automobilový závodník, sběratel automobilů a majitel závodního týmu.

## Život
Polak se narodil v Praze 11. září 1914. Bojoval ve druhé světové válce a byl zraněn při Pražském povstání 5. května 1945. Polák poté opustil Prahu a odešel do tehdejšího západního Německa a zde si našel práci mechanika u americké armády. Polák se nakonec přestěhoval do New Yorku a v roce 1951 si otevřel opravnu. V roce 1958 se Polák přestěhoval do Hermosa Beach v Kalifornii a prostřednictvím kontaktu s Dr. Ferrym Porsche, kterého v Evropě poznal prostřednictvím kontaktů z motoristického sportu, otevřel v roce 1959 první exkluzivní obchodní zastoupení Porsche ve Spojených státech. Polák se později také stal franšízovým prodejcem značek Volkswagen, Audi, BMW, Saab a Subaru v Hermosa Beach.
Polak si vzal Annu Marii Littlejohn v roce 1983. V roce 1993 zemřela na rakovinu prsu. Polák poté věnoval 2 miliony dolarů na financování léčebného centra pro rakovinu prsu v Torrance Memorial Medical Center.
Vašek Polák zemřel 17. dubna 1997 na zástavu srdce v důsledku komplikací způsobených nehodou na německé dálnici o měsíc dříve. Řídil vůz Porsche 911 Turbo S, když havaroval rychlostí vyšší než 110 mph, přičemž si zlomil obě ruce a nohy. Po měsíci zotavení se vracel do Kalifornie v letadle vybaveném jednotkou intenzivní péče, ale při tankování v Great Falls, Montana dostal zástavu srdce a zemřel.

## Motorsport

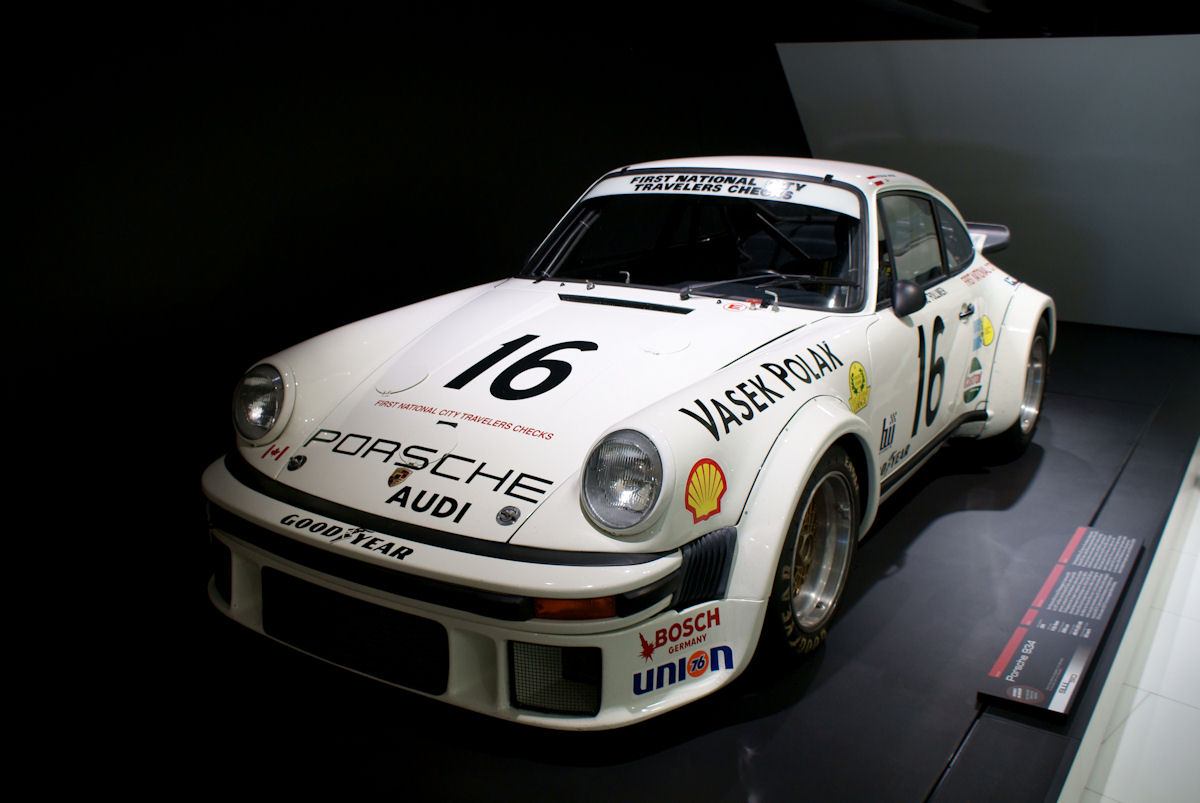
1976 Vasek Polak Racing Porsche 934

Vašek Polák vlastnil ve třicátých letech strojírnu a začal konstruovat závodní motory pro motocykly. Úspěšný byl v motocyklových závodech a vyhrál národní mistrovství Československa do 250 cm³. V roce 1947 přešel do automobilových závodů s na míru vyrobeným závodním vozem Fiat GT vyrobeným z hliníku. Když v roce 1958 otevřel svůj obchod v Hermosa Beach, Polák se méně soustředil na závodění a více na přípravu závodních vozů a motorů pro svou klientelu.
Ve světě sportovních závodů se stal známým a připravil stroje pro Jacka MacAfeeho, Kena Milese, Jerryho Tituse, Rogera Penskeho, Boba Holberta, Jeana Behru, Jo Bonniera a Wolfganga Von Tripse. V roce 1966 vzal Vašek Porsche 911 a začal jej chystat na závody. To byl začátek jeho role majitele závodního týmu. Kromě toho byl Polák požádán společností Porsche, aby se staral o jejich závodní tým v závodě 12 hodin Sebring.
Polák závodil též s Porsche 917 v letech 1971 až 1974 v Can Am a pak přestoupil do modelů Porsche 934 a Porsche 935 v šampionátu Trans Am. V roce 1976 vyhrál George Follmer mistrovství kategorie 2 Trans Am na Porsche 934 pod Polákovým týmem Vasek Polak Racing.